# 李翰章
李翰章（1444年—？），字文卿，山東兖州府滋陽縣人，民籍。明朝政治人物。進士出身。

## 生平
山東鄉試第七十四名。成化八年（1472年）壬辰科會試第一百三十三名，殿試登進士第三甲第二十五名。

## 家族
曾祖父李全。祖父李溥，曾任教諭。父亲李正，曾任教授。